# Powiat zdołbunowski
Powiat zdołbunowski (do 1 stycznia 1925 r. jako powiat ostrogski z siedzibą w Ostrogu) – jeden z 11 powiatów województwa wołyńskiego II Rzeczypospolitej. Jego siedzibą było miasto Zdołbunów. W skład powiatu wchodziło 6 gmin wiejskich, 2 miejskie, 129 gromad wiejskich (sołectw) i 2 miasta.

## Dane
Powiat zdołbunowski zajmował południowo-wschodnią część województwa wołyńskiego i graniczył: od zachodu z powiatem dubieńskim, od północy z powiatem rówieńskim, od wschodu wzdłuż granicy z ZSRR oraz od południa z powiatem krzemienieckim.
Powierzchnia powiatu wynosiła 1.309 km² z ludnością 118,3 tys. (według spisu z 1931 r.), a więc dawała wskaźnik gęstości zamieszkania 88 na 1 km².
Powiat w większości zamieszkany był przez ludność ukraińską liczącą 81,8 tys. osób (69,1%). Drugą narodowością pod względem liczebności byli tam Polacy w liczbie 17,9 tys. osób (15,1%), reszta to Żydzi i inne niewielkie grupy narodowościowe.
Według drugiego powszechnego spisu ludności z 1931 roku powiat liczył 118 334 mieszkańców, 17 901 było rzymskokatolickiego wyznania, 198 – unickiego, 86 750 – prawosławnego wyznania, 631 – augsburskiego, 122 – reformowanego, 3 – unijne ewangelickie, 308 osób podało wyznanie ewangelickie bez bliższego określenia, 1438 – inne chrześcijańskie, 10 850 – mojżeszowe, 11 – inne niechrześcijańskie, 109 osób nie podało przynależności konfesyjnej.

## Gminy
- gmina Buderaż[3]
- gmina Chorów
- gmina Mizocz[3]
- gmina Nowomalin (siedziba: Międzyrzecz)
- gmina Ostróg (miejska)
- gmina Sijańce
- gmina Zdołbica[4]
- gmina Zdołbunów (miejska)[4]

## Miasta
- Ostróg
- Zdołbunów[4]

## Starostowie
- Jan Płachta (1929[5])
- Władysław Wiewiórkowski[6]